# Felipe Alves de Lima
Felipe Alves de Lima (sinh ngày 6 tháng 5 năm 1990) là một cầu thủ bóng đá người Brasil.

## Sự nghiệp câu lạc bộ
Felipe Alves de Lima đã từng chơi cho Montedio Yamagata.